# مساعدات الصهر
تتحد معظم المعادن بأكسجين الهواء الجوي مكونة طبقة من الأكاسيد تزداد بازدياد تسخين المعدن وتكون درجة حرارة انصهار طبقة الأكاسيد هذه مرتفعة في المعتاد حيث تصل في حالة أكسيد الألومنيوم إلي 250 درجة مئوية
حيث لا يمكن إزالتها بالصهر بمحاولة التسخين بكاوية أو بموقد أو بأي وسيلة أخرى حتي لاينتج انصهار المعدن الأصلي قبل انصهارها

## مساعد الصهر
ينبغي أن تكون المعادن المراد لحامها بالسبائك الصهيرة نظيفة تماما من الناحية الميكانيكية والكيميائية (خالية من الملوثات والشحومات والأكاسيد) ويمكن تنظيف السطح بالحك الميكانيكي(البرد والتجليخ) قبل بدء اللحام ثم استخدام التنظيف الكيميائي أثناء التسخين باستخدام مايسمي مساعد الصهر وهو يوجد في عدة صور فقد يكون على شكل مسحوق أو معجون وتعمل هذه المواد علي إزالة الأكاسيد من سطح المعدن بالتفاعل معه وكذلك على منع تكون طبقة أكسيد جديدة في أثناء اللحام وحيث أن هذه المواد تساعد على صهر سبائك اللحام فإنها تعرف باسم مساعدات الصهر.

### استخدام مساعدات الصهر
يعتبر كلوريد الزنك أكثر مساعدات الصهر استخداما في لحام المعادن الثقيلة بسبيكة القصدير ويعرف محلوله المائي باسم سائل لحام السمكرة ومن مساعدات الصهر الأخرى التي تستخدم في هذا الغرض كلوريد الأمونيوم والمواد الراتنجية القلفونية، أما عند لحام المعادن الثقيلة بلحام السبائك الصهيرة الصلدة كسبائك الفضة والبرونز فيستخدم البوراكس أساسا وكذلك فلوريدات وكلوريدات المعادن في صورة مساحيق أو معاجين أو محاليل.